# Shocking Pink
Shocking Pink (Chinees: 粉紅) is een album van de Cantopop zanger Sammi Cheng. Het is opgenomen in 2001 en uitgegeven op 20 juli van hetzelfde jaar.

## Tracklist
1. 瑩光粉紅
2. She's a Lady
3. 終身美麗
4. 醫生與我
5. 守望相愛
6. 那天你愉快嗎?
7. 無限
8. 人間定格